# Gallieni
Gallieni är en plats och en station för Paris metro i nordöstra Paris på linje 3. Här finns Paris så kallade gare routière, det vill säga fjärrbussterminal. Stationen öppnades år 1971 och innehåller extra många spår eftersom det är en slutstation. Utanför stationen finns en stor affärsgalleria i flera våningar.

## Galleri

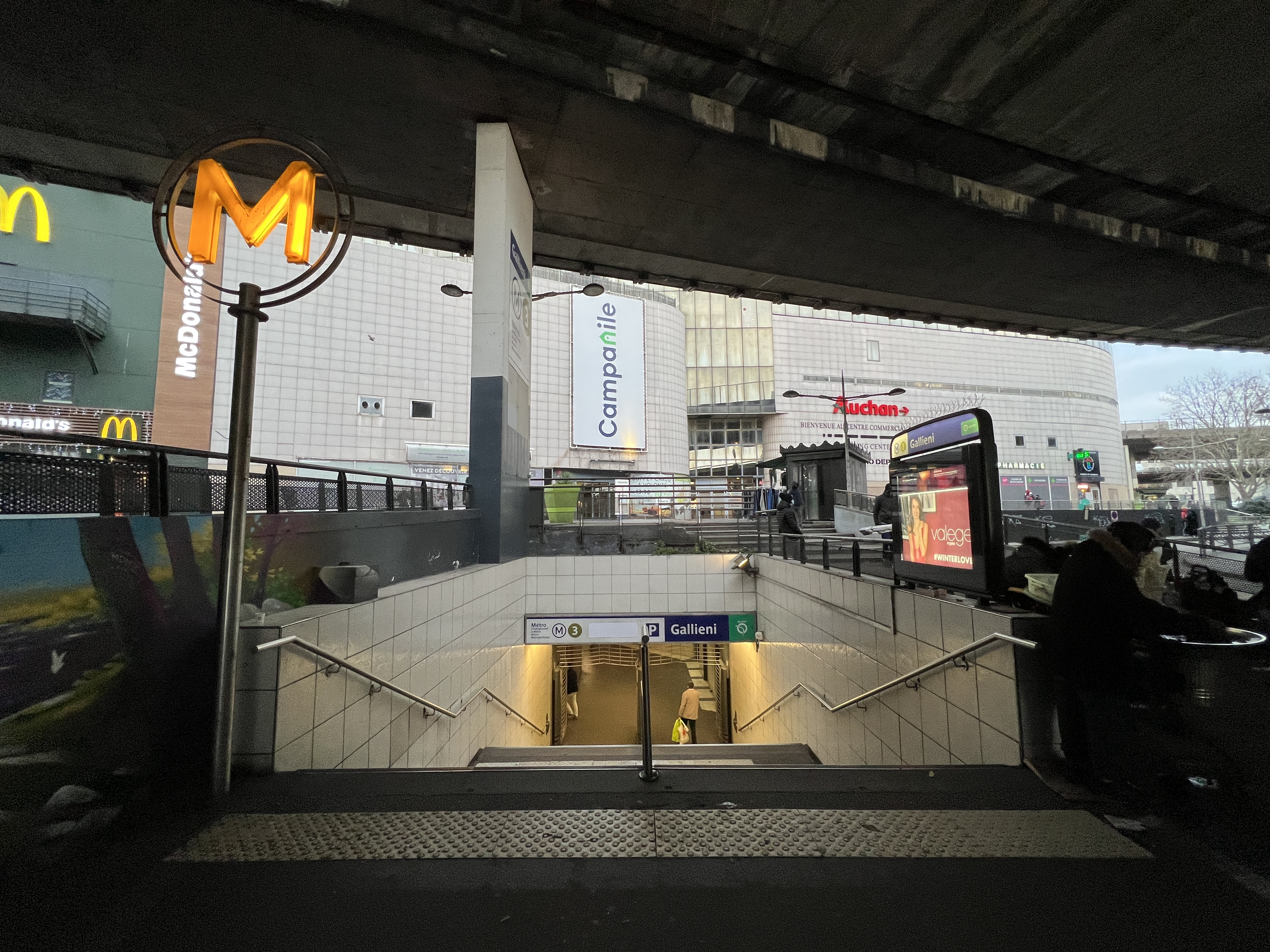
Entré
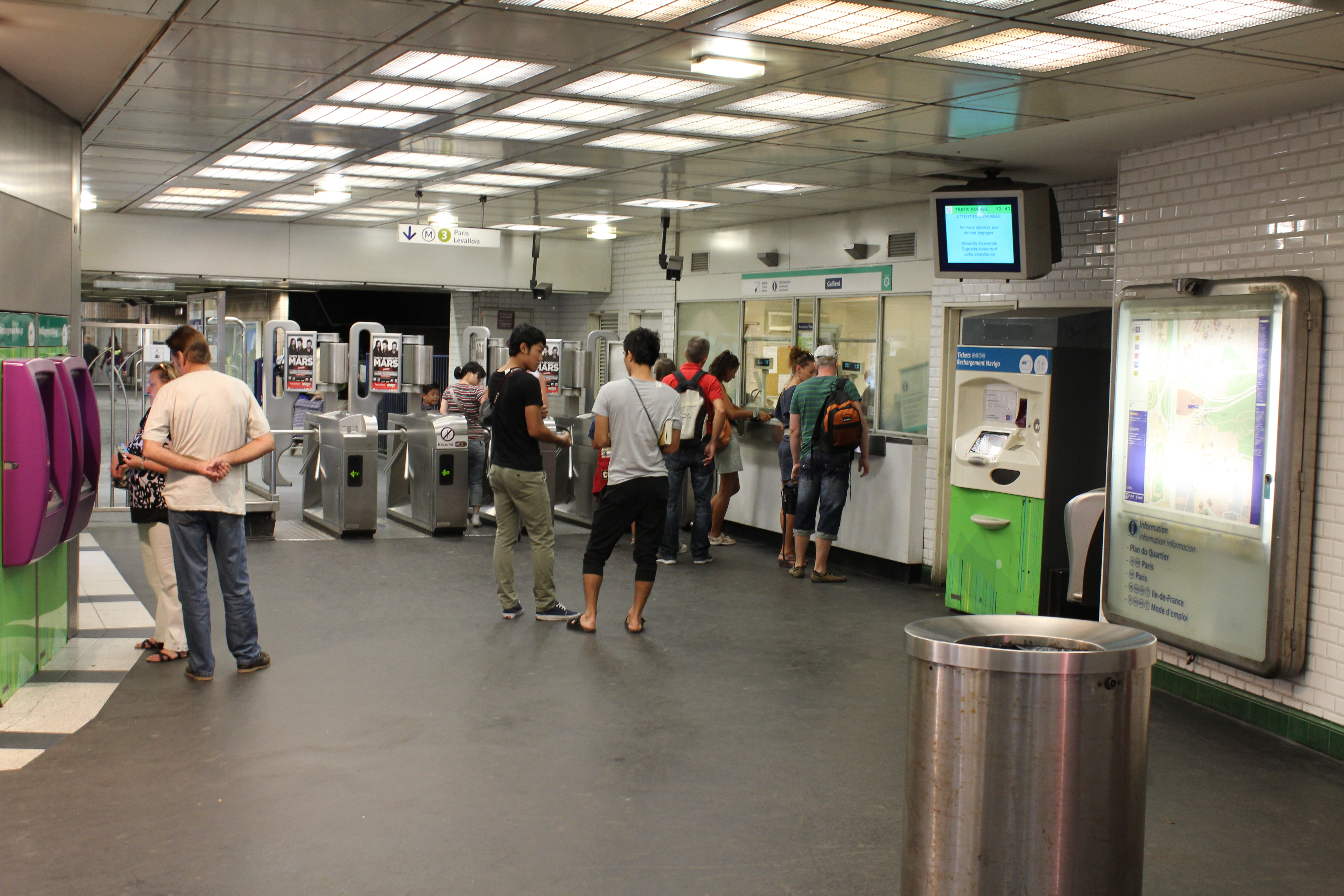
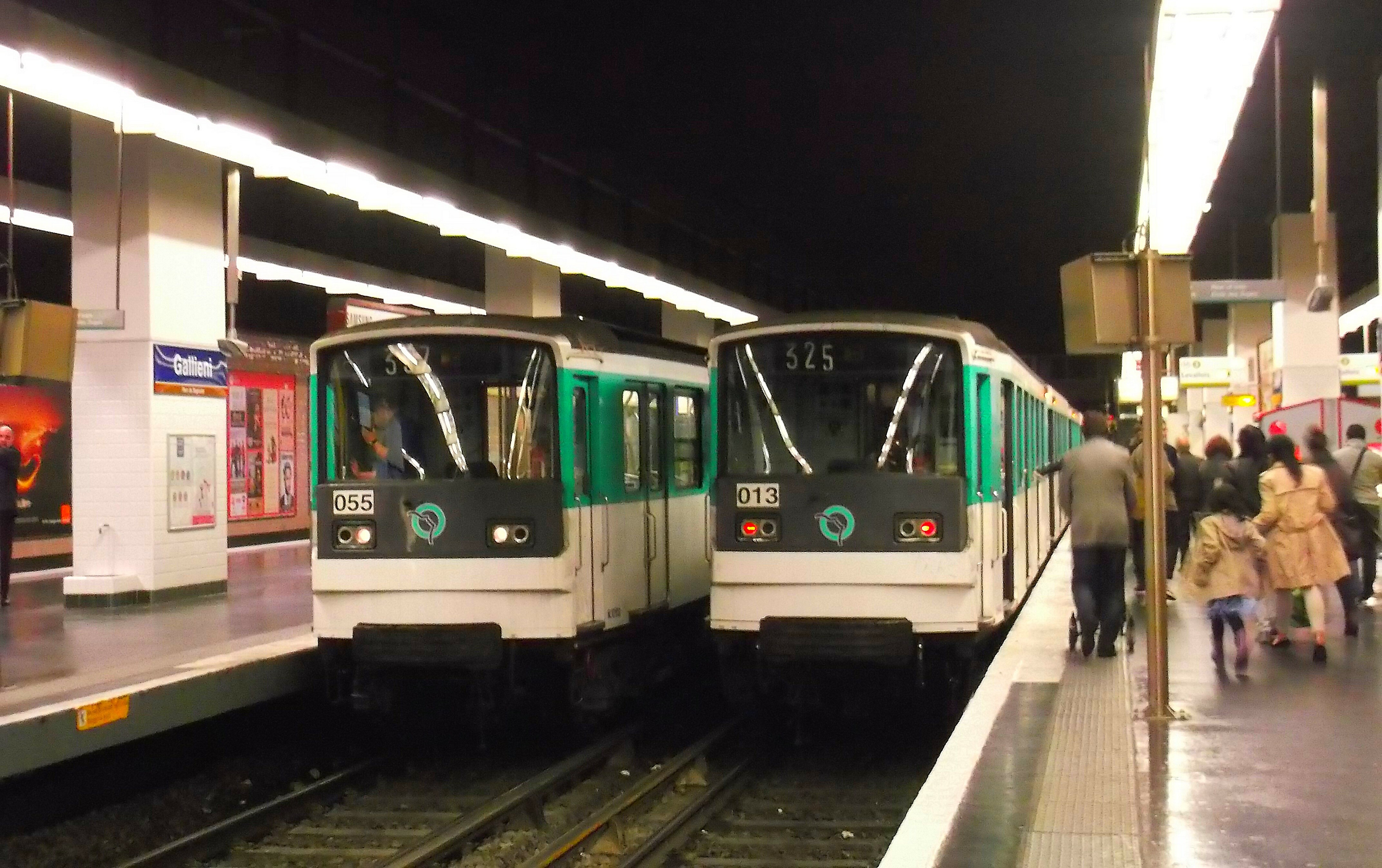
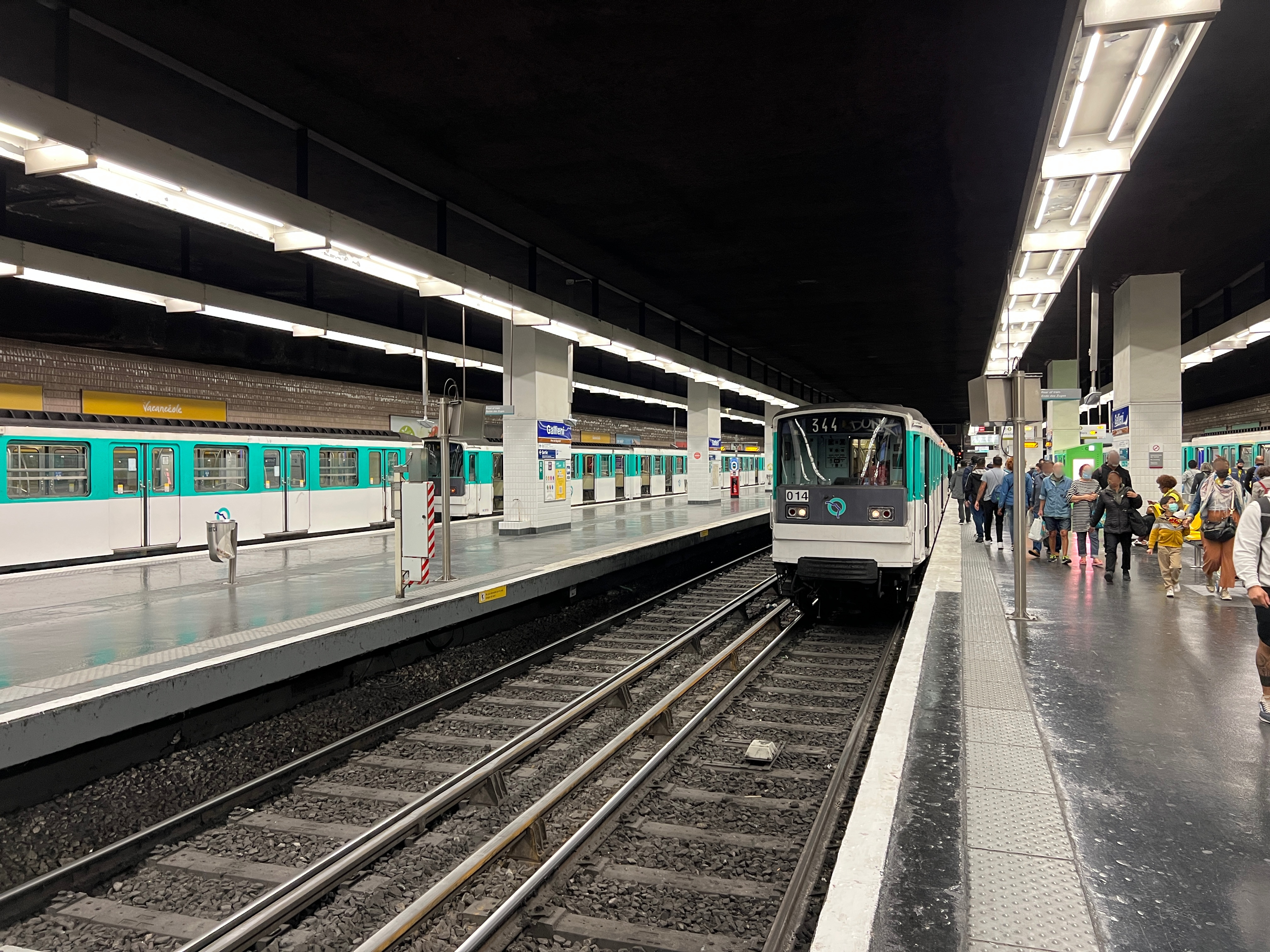